# Штаб-трубач

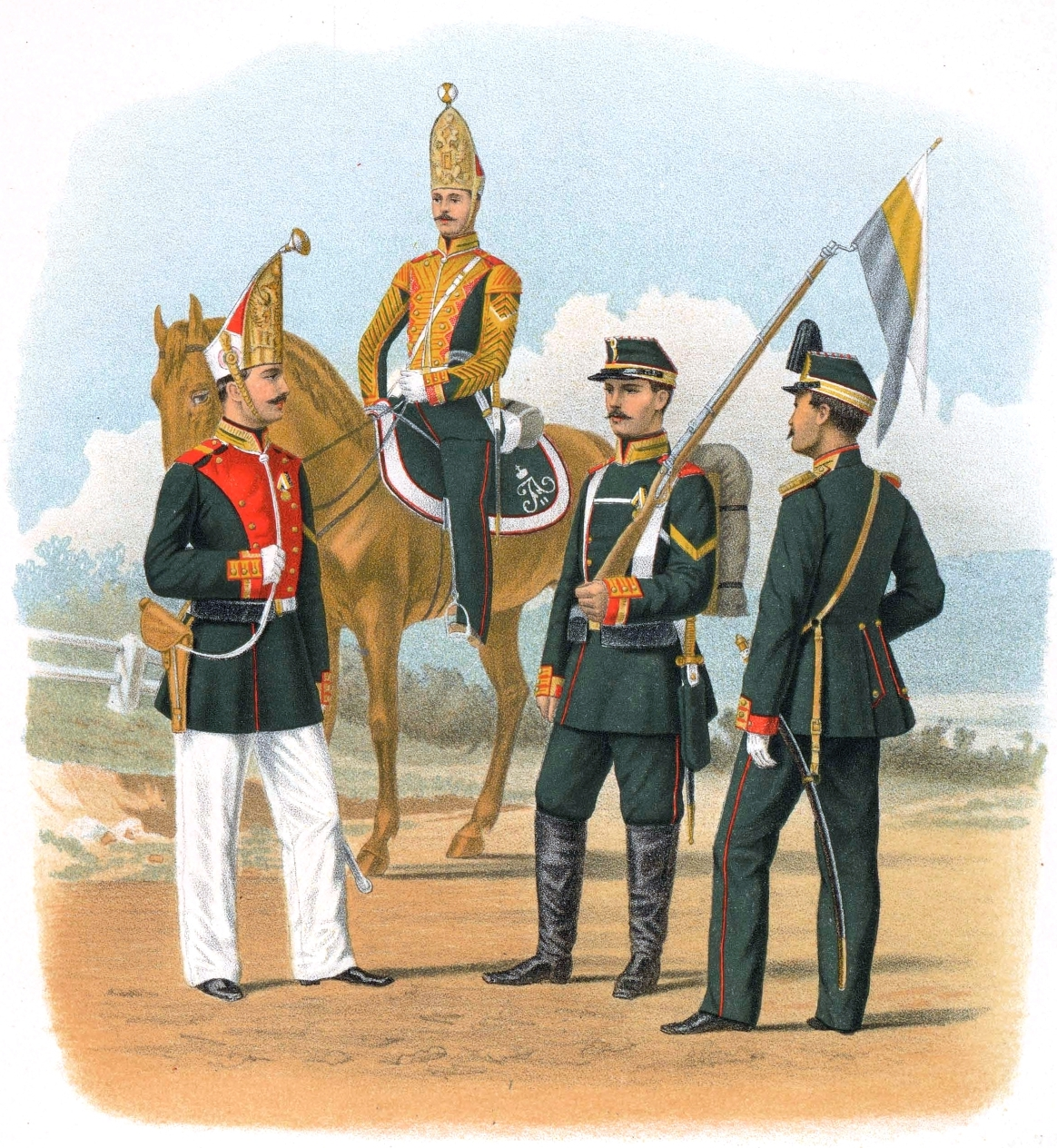
Фельдфебель и штаб-горнист в парадной строевой форме, унтер-офицер в походной форме, обер-офицер в обыкновенной форме Лейб-гвардии Павловский полк, 1865 — 1872 годов, виден батальонный значок.

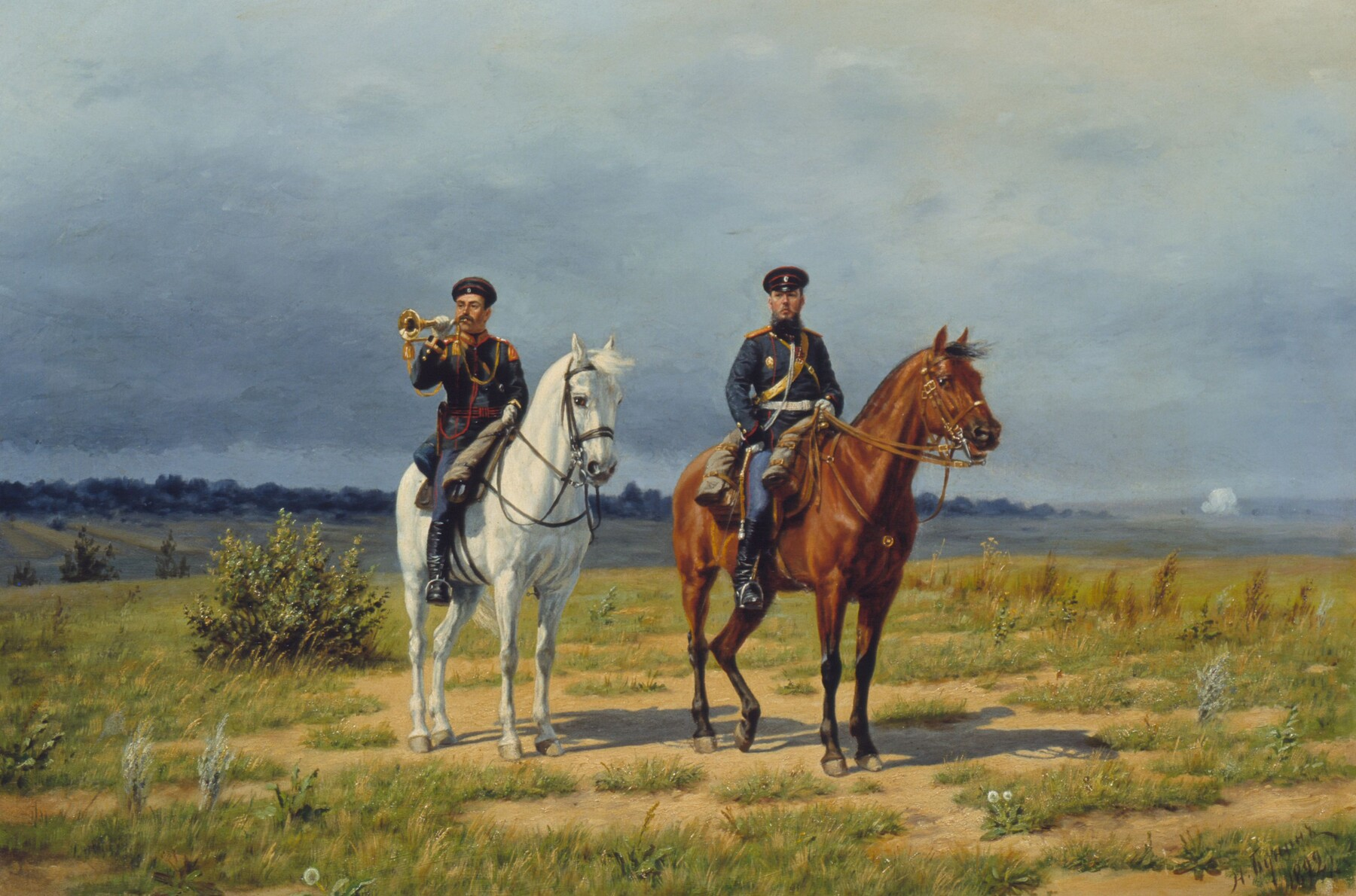
Н. Н. Бунин,
Капитан и штаб-трубач гвардейской конной артиллерии в поле на практических стрельбах. Военно-исторический музей артиллерии, инженерных войск и войск связи,
1892 год.

Шта́б-труба́ч, шта́б-горни́ст — воинский чин (должность) музыканта в вооружённых силах государств, например в русской императорской армии.
Штаб-горнисты были предназначены, по гвардейским и армейским войсковым частям стрелков (пехоты), а Штаб-трубачи, по войсковым частям конницы (гусары, драгуны и так далее), для подачи сигналов управления командиров формирований, то есть штаб-офицеров, и других обязанностей в соответствии с занимаемым положением. В другом источнике указано что Штаб-трубач, староста трубачей в коннице (кавалерии). В немецком (прусском) военном деле Stabstrompeter, Stabshornist.

## История
В средние века в западноевропейских наёмном и постоянном войске, при полковнике (полковом командире) или командире полка, существовал штаб-трубач в воинском звании сержант-майор, превратившийся потом в майора, в некоторых современных ВС данное звание сохранилось (штаб-сержант) и является эквивалентом старшины (фельдфебеля) или прапорщика.
Штаб-горнисты были предназначены, по гвардейским и армейским войсковым частям (В/Ч) стрелков (пехоты), а Штаб-трубачи, по В/Ч конницы или кавалерии (гусары, драгуны и так далее), для подачи сигналов управления командиров формирований, то есть штаб-офицеров, и других обязанностей в соответствии с занимаемым положением (должностью).
В Вооружённых силах России, имперского периода, горнист — нижний чин (должность, звание) — играющий на горне, то есть снабжённый горном для подачи сигналов в пехоте. Соответствующее название чина в кавалерии и артиллерии — трубач.
Трубачи в походе, бою и так далее, находились рядом со своими командирами гвардейских и армейских конных и  конно-артиллерийских формирований, и сигналами своих труб передавали команды личному составу. Гвардейские и армейские батальонные и полковые трубачи относились к унтер-офицерскому составу. Полковой штаб-трубач приравнивался к вахмистру, а батальонный штаб-трубач к подпрапорщику, и только гвардейские и армейские эскадронные трубачи приравнивались к рядовым, то есть к гусарам, уланам, драгунам, рейтарам, кирасирам и так далее.